# 西崗樺墅駅
西崗樺墅駅（せいこうかしょえき）は、中華人民共和国江蘇省南京市棲霞区西崗街道樺墅村の西側にある、南京地下鉄4号線の駅である。

## 歴史
- 2017年1月18日4号線の駅として開業。

## 駅構造
地下2層構造の駅である。

### のりば
| 番線 | 路線            | 方面                                | 行先         |
| ---- | --------------- | ----------------------------------- | ------------ |
|      | 南京地下鉄4号線 | 聚宝山・鶏鳴寺・草場門・珍珠泉 方面 | 余家営 行き  |
|      | 南京地下鉄4号線 | 白象・官窯山・歓楽谷方面            | 華僑城東行き |

## 隣の駅
南京地下鉄
■4号線
孟北駅- 西崗樺墅駅- 仙林湖駅